# MarkV-A1
MarkV-A1 — специальная боевая телеуправляемая система. Робот создан компанией Northrop Grumman Corporation из США в 2004 году и, по утверждению производителя, предназначен для разминирования. Это часть линейки Remotec ANDROS, которая включает другие роботизированные устройства для обезвреживания взрывоопасных предметов.
Именно эта модель использовалась полицейским управлением Далласа для уничтожения стрелка, убившего пятерых полицейских 7 июля 2016 года. Полицейские использовали робота для доставки заряда С4, который затем был взорван рядом с нападавшим.

## Характеристики и аксессуары
MarkV весит 320кг (800 фунтов). MarkV-A1 имеет четыре цветные видеокамеры.
Система может быть оснащена водяной пушкой с высоким давлением для нейтрализации бомбы или, если это необходимо, дробовиком.